# هارون بيري
هارون بيري (بالإنجليزية: Aaron Berry)‏ رياضي أمريكي يلعب كرة القدم الأمريكية وكرة القدم الكندية، ولد في 25 يونيو 1988 في هاريسبرج في الولايات المتحدة.

## وصلات خارجية
- هارون بيري على موقع مرجع كرة القدم المحترفة.كوم (الإنجليزية)